# The Great Escape (Marillion)
The Great Escape è un singolo del gruppo musicale britannico Marillion, il primo estratto dal settimo album in studio Brave e pubblicato nel gennaio 1994.

## Tracce
Testi e musiche di Steve Hogarth e dei Marillion, eccetto dove indicato.
CD promozionale (Regno Unito)
1. The Great Escape – 6:29
2. Alone Again in the Lap of Luxury – 4:28 – versione radiofonica
3. Hard as Love – 6:42
4. The Hollow Man – 4:08

CD singolo (Paesi Bassi)
1. The Great Escape – 6:29
2. Made Again – 5:02
3. Marouatte Jam – 9:44 (musica: Marillion, Dave Meegan)

## Formazione
Gruppo
- Steve Hogarth – voce, arrangiamento, tastiera e percussioni aggiuntive, cori
- Steve Rothery – chitarra, arrangiamento
- Pete Trewavas – basso, arrangiamento, cori
- Mark Kelly – tastiera, arrangiamento, cori
- Ian Mosley – batteria, arrangiamento, percussioni

Altri musicisti
- Dave Meegan – arrangiamento
- Tony Halligan – uilleann pipes
- Liverpool Philharmonic – violoncello, flauto

Produzione
- Dave Meegan – produzione, ingegneria del suono
- Marillion – produzione
- Chris Hedge, Michael Hunter – assistenza tecnica
- Andrea Wright – assistenza tecnica presso i Parr Street
- Niall Flynn – assistenza tecnica presso i Sarm West

## Classifiche
| Classifica (1994) | Posizione massima |
| ----------------- | ----------------- |
| Paesi Bassi       | 38                |